# Bradford & Bingley
Bradford & Bingley plc (LSE: BB.) è stata una banca britannica specializzata nel credito immobiliare, la cui sede sociale si trovava a Bingley, West Yorkshire. La società era quotata al London Stock Exchange e faceva parte dell'indice FTSE 250 Index.
Nel 2008, anche a causa della stretta creditizia, la banca è stata nazionalizzata e di fatto divisa in due parti; il portafoglio ipotecario e i portafogli di investimento rimasero alla Bradford & Bingley plc, ora di proprietà pubblica, e la rete di depositi e filiali (e una licenza per utilizzare il nome B&B per questi aspetti) fu venduta ad Abbey National, a sua volta di proprietà del gruppo spagnolo Banco Santander. L'11 gennaio 2010 la rete di filiali è stata rinominata Santander e il nome Bradford & Bingley si riferisce principalmente alla sezione nazionalizzata della banca. Dal 2010 il marchio è utilizzato su licenza per i prodotti assicurativi di BGL Group.

## Storia
La Bradford & Bingley Building Society è il prodotto di una fusione tra la Bradford Equitable Building Society (Bradford EBS) e la Bingley Building Society (Bingley BS) nel 1964. C'era stato un movimento verso il consolidamento nel settore che contava ben 681 società. Nel 1963 Bingley fece l'approccio e la fusione fu effettuata con l'intesa che ci sarebbe stata una completa parità di controllo. Sebbene Bingley BS avesse il maggior numero di filiali (29 contro 23), era più piccola in termini di attività rispetto a Bradford EBS (£ 43 milioni contro £ 56 milioni). La sede centrale doveva essere a Bingley; Bradford EBS aveva il presidente e Bingley BS il vicepresidente; e c'erano gli amministratori delegati congiunti. La nuova società si è classificata all'ottavo posto nel settore.

### Crescita sostenuta
Il periodo tra la formazione della Bradford & Bingley Building Society e la conversione in una società pubblica nel 2000 ha visto una crescita sostenuta e sostanziale. La crescita finanziaria è stata aiutata dall'inflazione, in particolare dai prezzi delle case, ma l'aumento dei membri è stato da 164.000 nel 1964 a 1,85 milioni nel 1988.
Oltre allo sviluppo organico attraverso l'apertura di nuove filiali, tra il 1967 e il 1987 ci sono state 24 acquisizioni di altre società di costruzioni. Nel 1982 la Hearts of Oak Society fu di particolare beneficio in quanto portò 28 filiali, principalmente nel sud-est. Nel 1988 il numero di filiali era aumentato dalle 52 post-fusione a circa 250. Nonostante tutto questo, la società era ancora solo la numero otto nel settore, un riflesso delle fusioni che stavano avvenendo altrove.
Nel maggio 1997 la società acquistò Mortgage Express da Lloyds TSB per 64 milioni di sterline.
Nel dicembre 2000, a seguito di una votazione dei soci, la società si è demutualizzata e quotata alla Borsa di Londra (utilizzando il simbolo BB). Gli ex membri della società ricevettero ciascuno un minimo di 250 azioni per un valore di £ 567,50 all'epoca, e i risparmiatori con più risparmi ricevettero più azioni per un valore fino a £ 5.000 ciascuna.

### Crisi finanziaria del 2007-2008

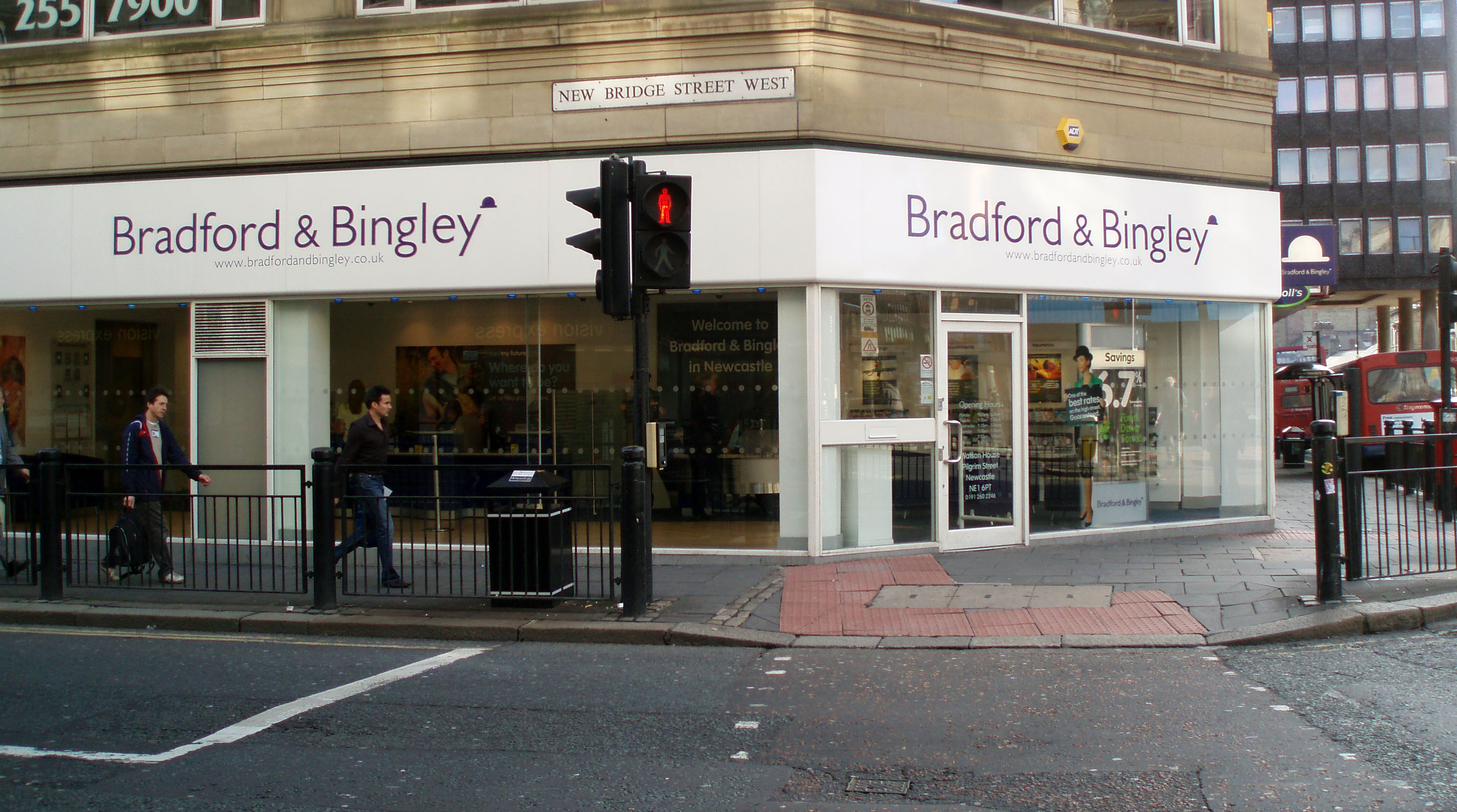
Una filiale della banca a Newcastle upon Tyne nell'ottobre 2008

B&B aveva scelto di specializzarsi in mutui buy-to-let e autocertificati, ma la sua strategia l'ha esposta alla crisi dei subprime.
In risposta alla crisi finanziaria del 2007-2008, nel giugno 2008 la società ha lanciato un'emissione di diritti da 400 milioni di sterline. Questo non è stato ben sottoscritto dagli azionisti, lasciando molti problemi ai sottoscrittori. La questione non è stata risolta quando TPG Capital, che in precedenza aveva accettato di acquisire una partecipazione del 23% nella società, ha ritirato il proprio sostegno.
A causa degli effetti della stretta creditizia, nel settembre 2008 il prezzo delle azioni della società è sceso a un minimo storico. Il 25 settembre 2008 è stato annunciato che 370 posti di lavoro sarebbero stati eliminati. La banca aveva anche cercato opzioni dalla Financial Services Authority (FSA) e dal governo per garantire il futuro della società, tra cui la vendita a un'altra banca o la nazionalizzazione. Con la nazionalizzazione di Bradford & Bingley, la struttura era già in vigore dalla legislazione coinvolta nella nazionalizzazione della banca Northern Rock avvenuta in febbraio. Le autorità di regolamentazione europee hanno approvato il piano di salvataggio del governo per Bradford & Bingley dopo sole 24 ore.

### Nazionalizzazione parziale
Rapporti da varie fonti sostenevano che Bradford & Bingley doveva essere nazionalizzata nella sua interezza, perché non si riusciva a trovare un acquirente adatto. Così Bradford & Bingley è stata nazionalizzata il 29 settembre 2008.
Il giorno dopo è stato annunciato che il gruppo spagnolo Santander, con il suo marchio Abbey National, avrebbe acquisito tutta la rete di filiali di Bradford & Bingley, che valeva 20 miliardi di sterline (2,7 milioni di clienti). Santander ha pagato 612 milioni di sterline, incluso il trasferimento di 208 milioni di sterline di capitale relativo a società offshore. Le 197 filiali di vendita al dettaglio di Bradford & Bingley, le 141 agenzie e i relativi dipendenti sono stati trasferiti alla sussidiaria di Santander, Abbey.  Il portafoglio ipotecario, il libretto dei prestiti personali, la sede centrale, le attività di tesoreria e le relative passività all'ingrosso sono state acquisite in proprietà pubblica e chiuse a nuove attività. Nel novembre 2008, il governo ha istituito una nuova società, UK Financial Investments (UKFI), per gestire le partecipazioni in Northern Rock e Bradford & Bingley.